# アブドゥル・ジャバル・サビト

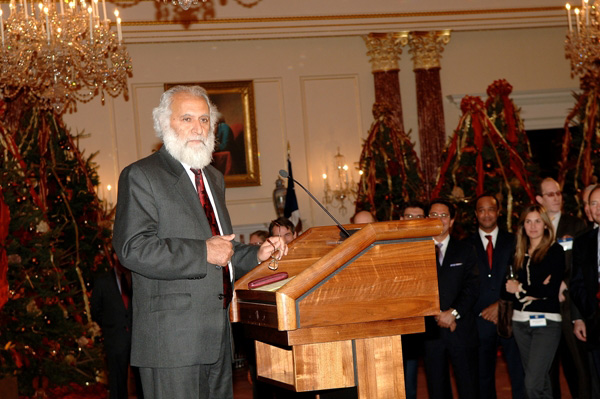
2007年

アブドゥル・ジャバル・サビト（عبدالجبار ثابت、英語：Abdul Jabar Sabit、1946年 - 2023年1月26日）は、アフガニスタンの政治家、ムジャーヒディーン。元検事総長。

## 経歴
ナンガルハール州出身。パシュトゥーン人。カーブル大学を卒業し、アメリカに留学。
1980年代、ムジャーヒディーンに参加し、グルブッディーン・ヘクマティヤールのイスラム党に入党した。
ターリバーン政権時代、ジャラーラーバードの住民から賄賂を受け取ったため党から除籍され、カナダに亡命した。
2002年、アフガニスタンに帰国し、2006年まで内務省の政治顧問を務めた。2006年～2008年7月、検事総長。
2007年6月7日、カーブル北部において、サビトの乗った自動車が約40人の武装兵により襲撃された。この事件に関して、サビトは、元北部同盟の野戦指揮官、民間警備会社の社長ニク・モハマッド・ジョラト将軍を非難した。
2009年の大統領選への立候補の意思を示したため、ハーミド・カルザイ大統領により検事総長を解任され、カナダに永住。
2023年1月26日、パキスタン・ペシャーワルの病院で死去した。